# Fort Payne
Fort Payne är en stad (city) i DeKalb County, i delstaten Alabama, USA. Enligt United States Census Bureau har staden en folkmängd på 14 162 invånare (2011) och en landarea på 144 km². Fort Payne är administrativ huvudort (county seat) i DeKalb County. 